# Psary (Pułtusk)
Pour les articles homonymes, voir Psary.
Psary (prononciation : [psarɨ]) est un village polonais de la gmina d'Obryte dans le powiat de Pułtusk de la voïvodie de Mazovie dans le centre-est de la Pologne.
Il se situe à environ 5 kilomètres à l'ouest d'Obryte (siège de la gmina), 8 kilomètres à l'est de Pułtusk (siège du powiat) et à 57 kilomètres au nord de Varsovie (capitale de la Pologne).
Le village compte approximativement une population de 530 habitants en 2006.

## Histoire
De 1975 à 1998, le village appartenait administrativement à la voïvodie d'Ostrołęka.